# Alfredo del Águila
Alfredo del Águila Estrella (ur. 3 stycznia 1935 w mieście Meksyk, zm. 26 lipca 2018) – meksykański piłkarz występujący na pozycji pomocnika.

## Kariera klubowa
W swojej karierze del Águila występował w zespołach Necaxa, Deportivo Toluca oraz Club América. Wraz z Amériką wywalczył mistrzostwo Meksyku (1966), a także wicemistrzostwo Meksyku (1967).

## Kariera reprezentacyjna
W reprezentacji Meksyku del Águila grał w latach 1956–1967. W 1962 roku został powołany do kadry na Mistrzostwa Świata. Zagrał na nich w meczach z Brazylią (0:2), Hiszpanią (0:1) oraz Związkiem Radzieckim (3:1, gol), a Meksyk zakończył turniej na fazie grupowej.